# Frederik van Valckenborch
Frederik van Valckenborch - ook Valckenborg en Friedrich von Falckenburg (Antwerpen rond 1570 - Neurenberg, 31 augustus 1623) was een Zuid Nederlands schilder van historiestukken en landschappen en kunstverzamelaar die vanaf 1601 in Neurenberg actief was.

## Biografie

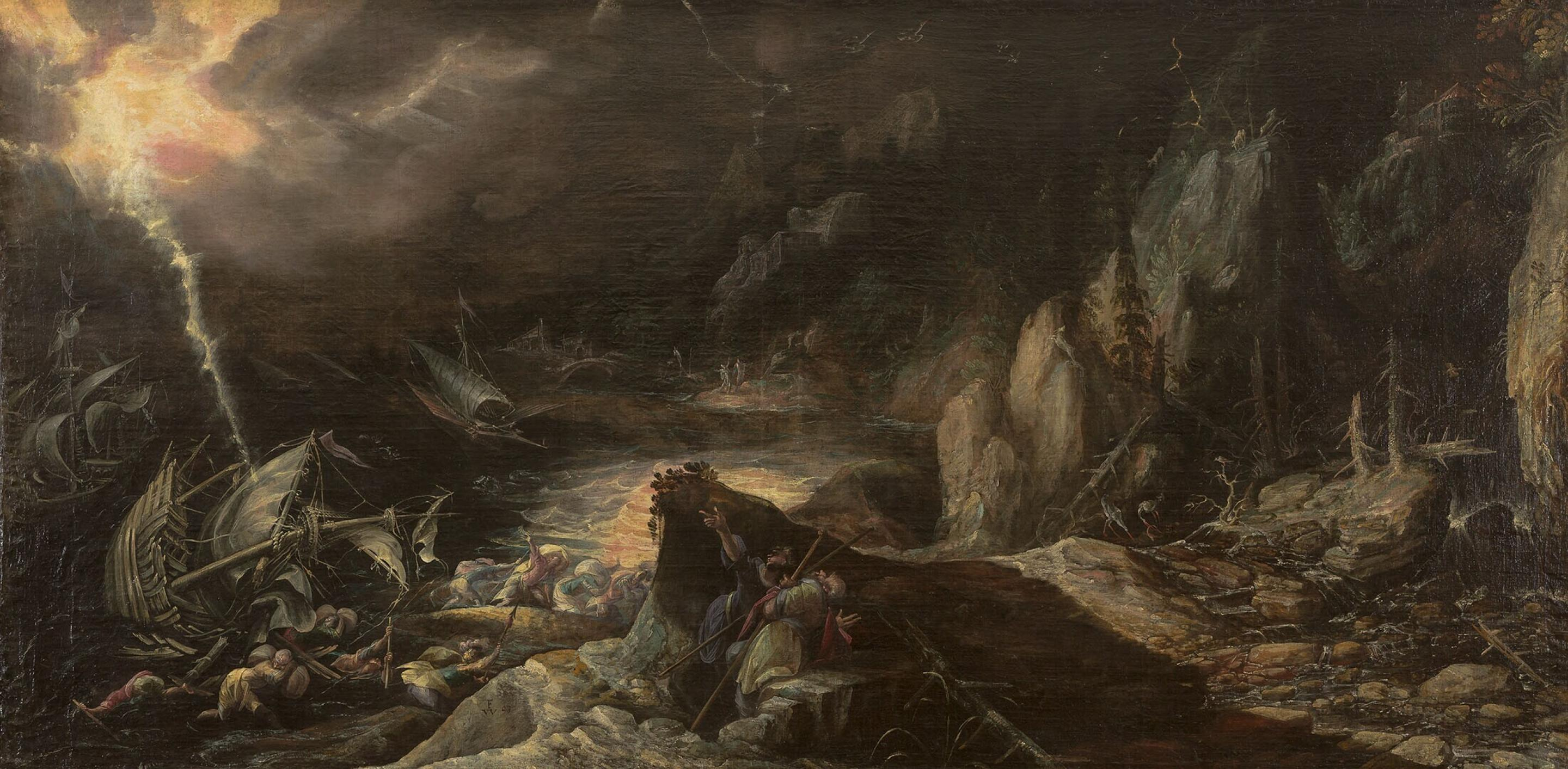
Landschap met de schipbreuk van Aeneas, 1503.

Hij was de zoon van de schilder Marten van Valckenborch (rond 1535-1597) en neef van de schilder Lucas van Valckenborch (1535-1612). Zijn broer Gillis (1570-1622) was ook een schilder.
Men gaat ervan uit dat Frederik werd opgeleid door zijn vader, in ieder geval wat het landschapschilderen betreft. Hij had wellicht een andere leermeester voor het schilderen van de menselijke figuur aangezien zijn vroegste werken in dat opzicht verschillen van die van zijn vader. Zijn familie was protestants en zag zich in 1586 gedwongen haar vaderland te verlaten omwille van de anti-protestantse politiek van de katholieke koning Filips II van Spanje die ook heerste over de Zuidelijke Nederlanden. De familie vestigde zich in Frankfort. Samen met zijn broer Gillis ondernam Frederik in de periode 1590-1596 een reis door Italië. Na zijn terugkeer in 1597 werd hij een burger van Frankfurt en hij trouwde. In de periode 1598-1599 maakte hij een reis door Beieren, Tirool, Salzkammergut en Wenen.
In 1601 verhuisde hij met zijn familie naar Neurenberg, waar hij in 1606 het burgerschap verwierf. In 1607 gaf aartshertog Maximiliaan III van Oostenrijk hem de opdracht om het centrale paneel van Albrecht Dürer’s "Heller altaar" in het Frankfurtse Dominicaanse klooster dat de hemelvaart en kroning van de Maagd Maria voorstelt te kopiëren. Hij werd waarschijnlijk door Paul Juvenell (1579-1643) bijgestaan in de uitvoering van deze opdracht. Valckenborch werd aanzien als een belangrijk Dürer-kenner en had zelf een collectie van werken van Dürer. Van 1610 tot 1623 was hij benoemd tot de Grote Raad van de stad Neurenberg. Hij ontwierp een triomfboog voor het bezoek van keizer Matthias aan Neurenberg op 9 juli 1612. Peter Isselburg (1568-1580 - na 1630) maakte een gravure van de triomfboog.

## Werk

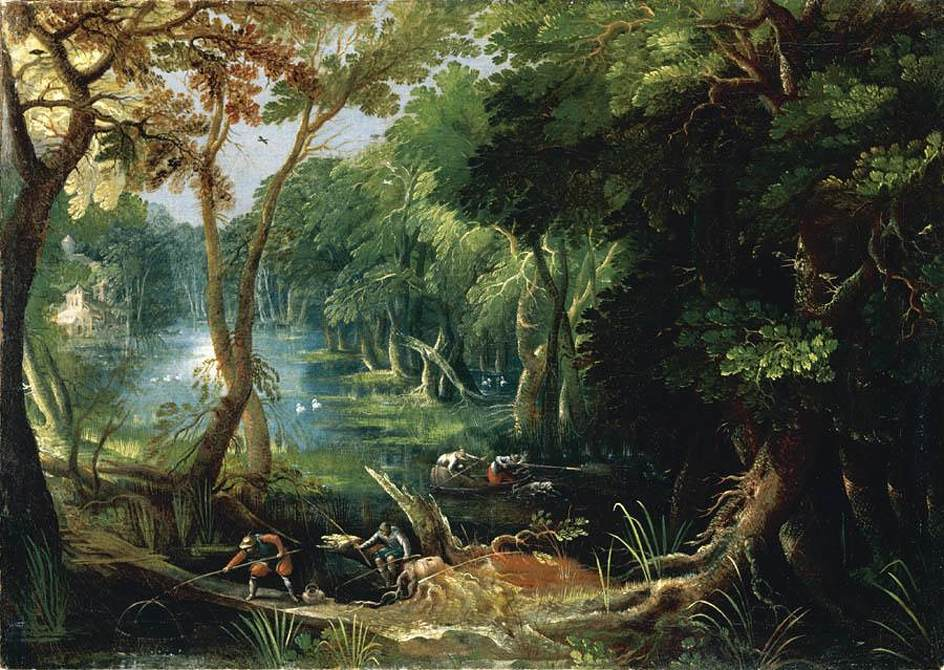
Rivierlandschap met bossen

Frederik van Valckenborch was een vertegenwoordiger van het late maniërisme in zijn geadopteerde thuishaven Neurenberg. Landschapsschilderijen vormden de kern van zijn werk. Het vaak dramatische clair-obscur van zijn schilderijen wordt versterkt door fantastische bergen en rotsformaties en een vaak beklijvende, “surrealistische" sfeer.
Zijn belangrijkste invloeden waren naast zijn vader waarschijnlijk Gillis van Coninxloo (1544 - 1607). Tijdens zijn verblijf in Italië onderging hij de invloed van zijn landgenoten die in Venetië woonden zoals Pauwels Franck (1540 - 1596, genaamd "Paolo Fiammingo") en Lodewijk Toeput (ongeveer 1550 - circa 1605, genaamd "Pozzoserrato").

## Werken
- Amsterdam, Rijksmuseum: Berglandschap, 1605 (ontstaan in Neurenberg).
- Bazel, Kunstmuseum: De geboorte van Christus.
- Neurenberg, Germanisches Nationalmuseum: Het oversteken van de Rode Zee, 1597; Spinetdeksel beschilderd met een voorstelling van het muziekmakend gezelschap in de open lucht, 1619,Storm, 1621
- Parijs, Louvre: De verzoeking van Sint Anthonius, circa 1618-1621.
- Rotterdam, Museum Boijmans Van Beuningen: Landschap met schipbreuk van Aeneas, gedateerd 1603 (waarschijnlijk in Neurenberg).
- Wenen, Kunsthistorisches Museum: Fantastisch landschap met herders en bomen, in 1600, de Toren van Babel, late 16e of vroege 17e eeuw